# Ornithoptera

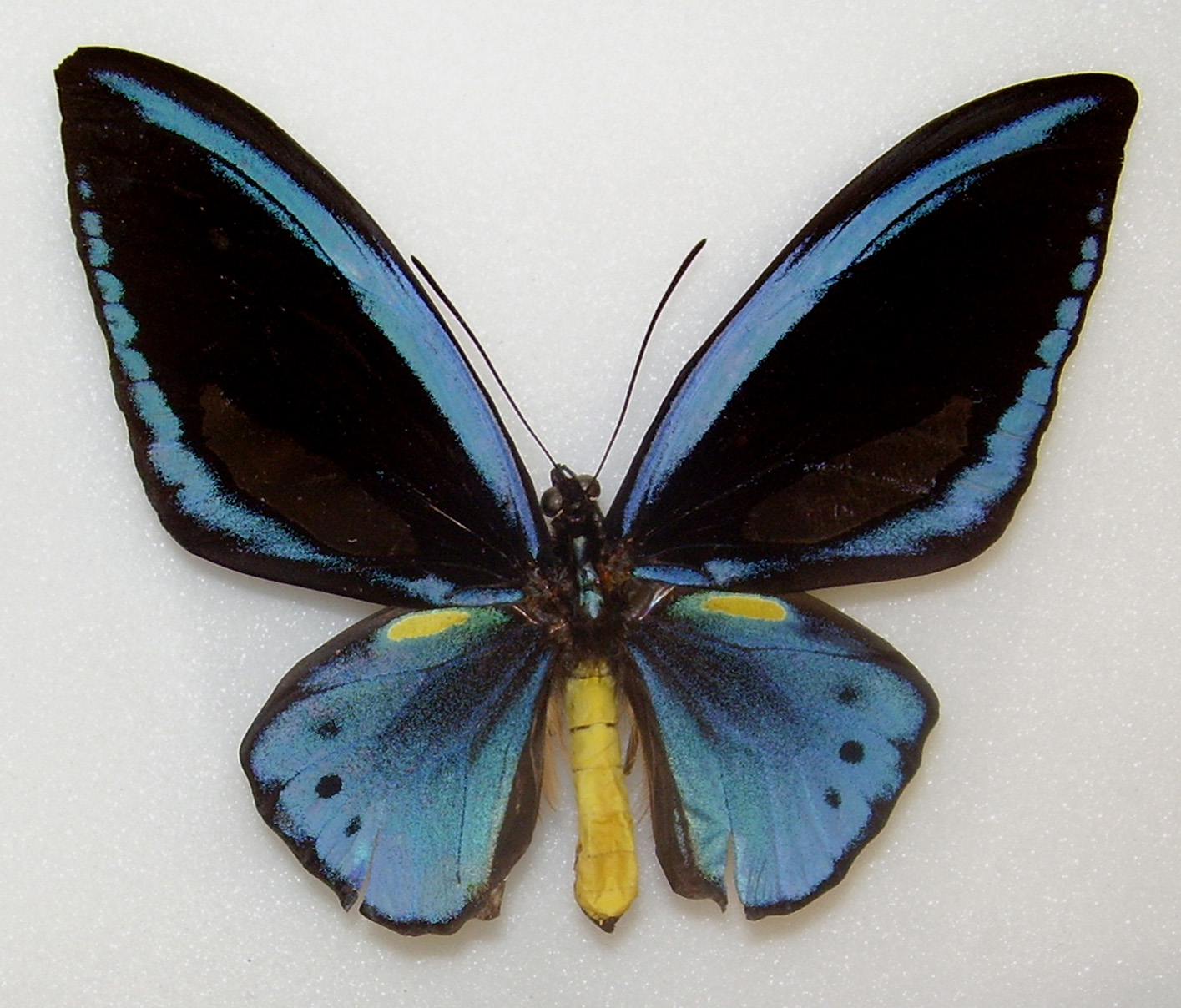
Ornithoptera priamus

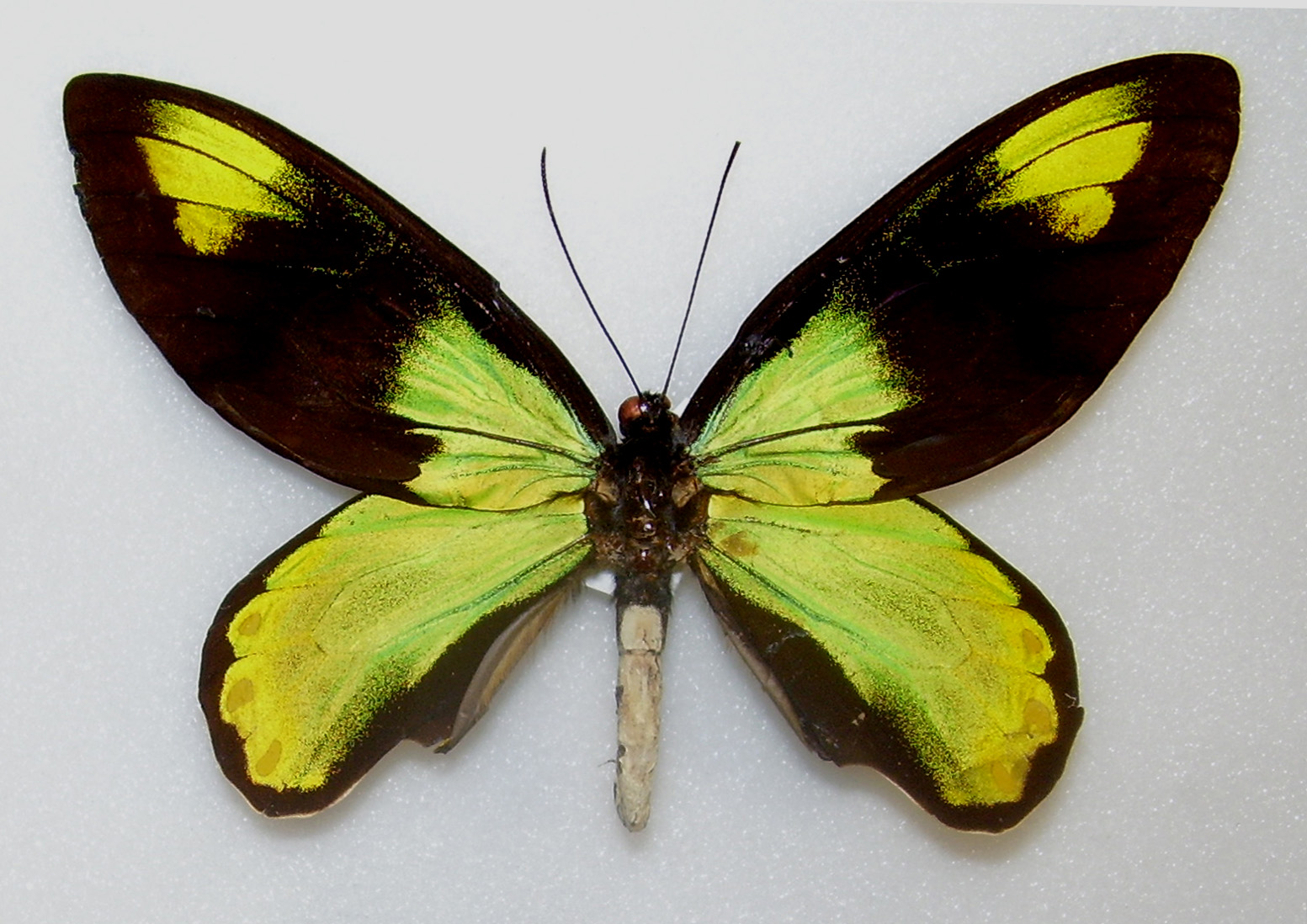
Ornithoptera victoriae

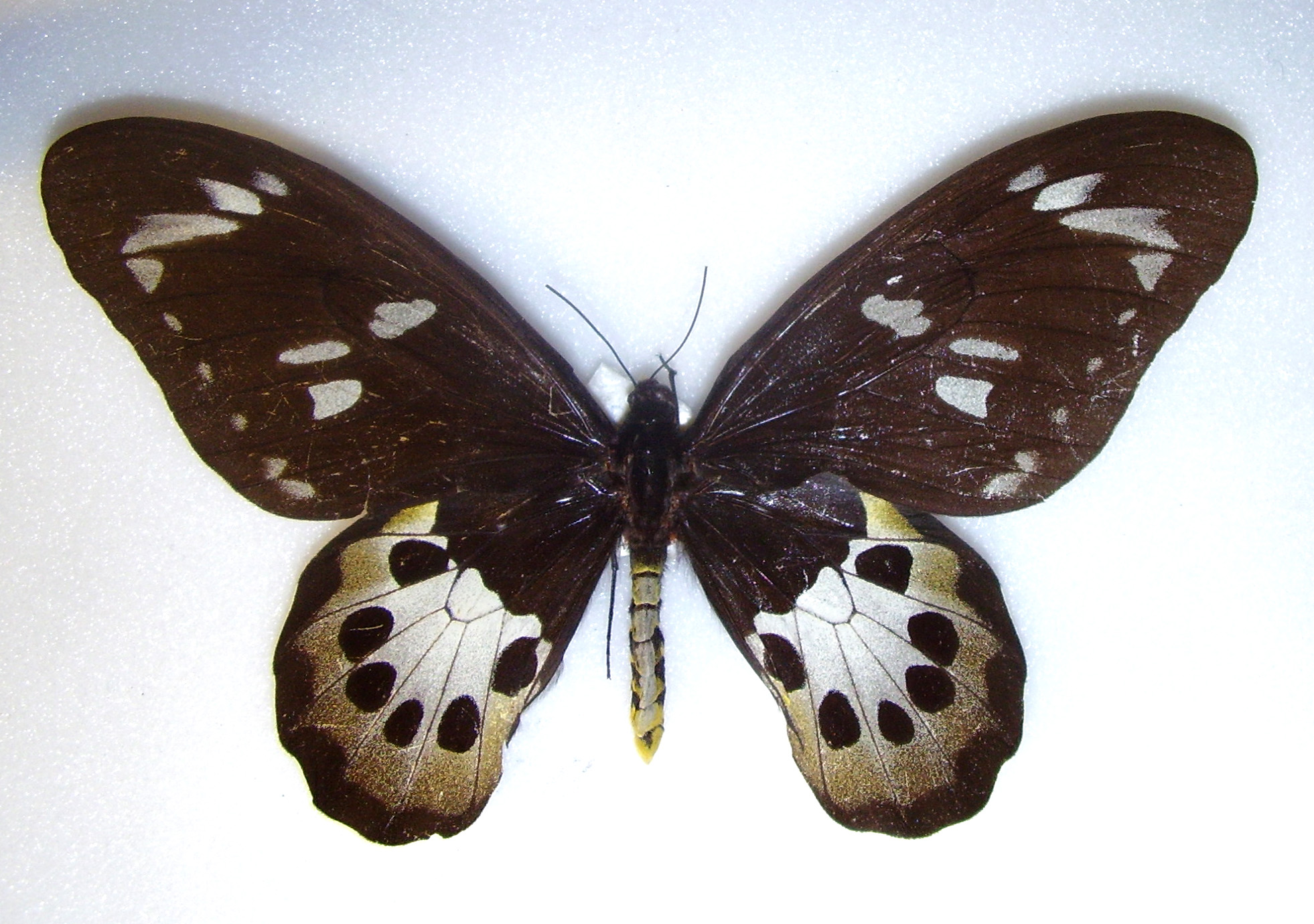
Ornithoptera tithonus

Az Ornithoptera a rovarok (Insecta) osztályának a lepkék (Lepidoptera) rendjéhez, ezen belül a pillangófélék (Papilionidae) családjához és a madárpillangók (Troidini) nemzetséghez (tribus) tartozó nem.

## Elterjedésük
Az Ornithoptera nem fajai Új-Guineában és a környező szigeteken honosak, de megtalálhatók Dél-Indiában Srí Lankáig és Dél-Ázsiától Észak-Ausztráliáig. Az esőerdő pusztulása miatt minden faj veszélyben van. A pillangófarmokon folyó tenyésztés javít a helyzeten, mert vadon élő példányokat már nemigen pusztítanak el szándékosan gyűjtés céljából.

## Megjelenésük
E fajok testtömege legfeljebb 5 gramm. A legnagyobb fajnál, az Ornithoptera alexandrae nőstényénél a szárnyfesztávolság a 28 centimétert is eléri, ezzel ez a faj a legnagyobb pillangó. A pillangóknak két pár szárnya van; az elülső szárnyak hosszabbak. A hím többnyire élénkebb színű és fémesebb csillogású, mint a nőstény. A pompás színeket a szárnyak pikkelyein megtörő napfény és a pigmentek hozzák létre. A felnőtt lepkék szájszerve szívó, míg a hernyóké rágó.

## Életmódjuk
Az állatok egyedül repülnek és nappal aktívak. A hím különösen a párzási időt megelőzően gyakran megtalálható folyópartokon, ahol nátriumsókat szív a talajból. Rothadó gyümölcsökre és hervadt levelekre is leszáll. A nőstény ritkán látható, csak a fák koronái között, a lombtető felett repül. A felnőtt lepkék főként nektárt fogyasztanak, a hernyók a farkasalmák leveleivel táplálkoznak.

## Szaporodásuk
A nőstény egyenként rakja le petéit a levelekre. A bebábozódás 4 hét után történik meg, ezt követően 3 hét elteltével kelnek ki.

## Rendszerezés
A nembe az alábbi fajok tartoznak:
- Ornithoptera aesacus
- Alexandra királyné pillangó (Ornithoptera alexandrae)
- Ornithoptera chimaera
- Ornithoptera croesus
- Ornithoptera goliath
- Ornithoptera meridionalis
- Ornithoptera paradisea
- Ornithoptera priamus
- Ornithoptera richmondia
- Ornithoptera rothschildi
- Ornithoptera tithonus
- Ornithoptera victoriae